# Baai van Langarano
De Baai van Langarano is een baai in het zuidwesten van Madagaskar in de regio Atsimo-Andrefana. In de baai monden de Linta en de Menarandra uit in Straat Mozambique.